# Давил Ростиславич
Давил Ростиславич — літописний Віленський князь (після 1130-х років) з роду Полоцьких Ізяславичів династії Володимировичів.

## Життєпис
За Воскресенським літописом, син князя Ростислава Всеславича. У 1129 році, за наказом Великого князя Київського Мстислава Володимировича, разом із батьком, молодшим братом Мовкольдом та іншими Полоцькими князями був засланий до Східної Римської імперії (Візантії). Пізніше вільняни послали за ним і його братом до Візантії послів, щоб Давил сидів на престолі у Вільні. Воскресенський літопис веде родовід перших Великих князів Литовських саме від князя Давила.
Літопис назвав Давила батьком Великого князя Литовського Романа Вовка, а отже й родоначальником усіх Гедиміновичів.
Проте багато польських та деяких інших дослідників скептично ставляться до відомостей Воскресенського літопису та інших пізніх джерел про походження Литовських князів від роду Полоцьких князів Ізяславичів.